# Conus glorioceanus
Conus glorioceanus é uma espécie de gastrópode do gênero Conus, pertencente a família Conidae.